# Heinrich Körner (Gewerkschafter)

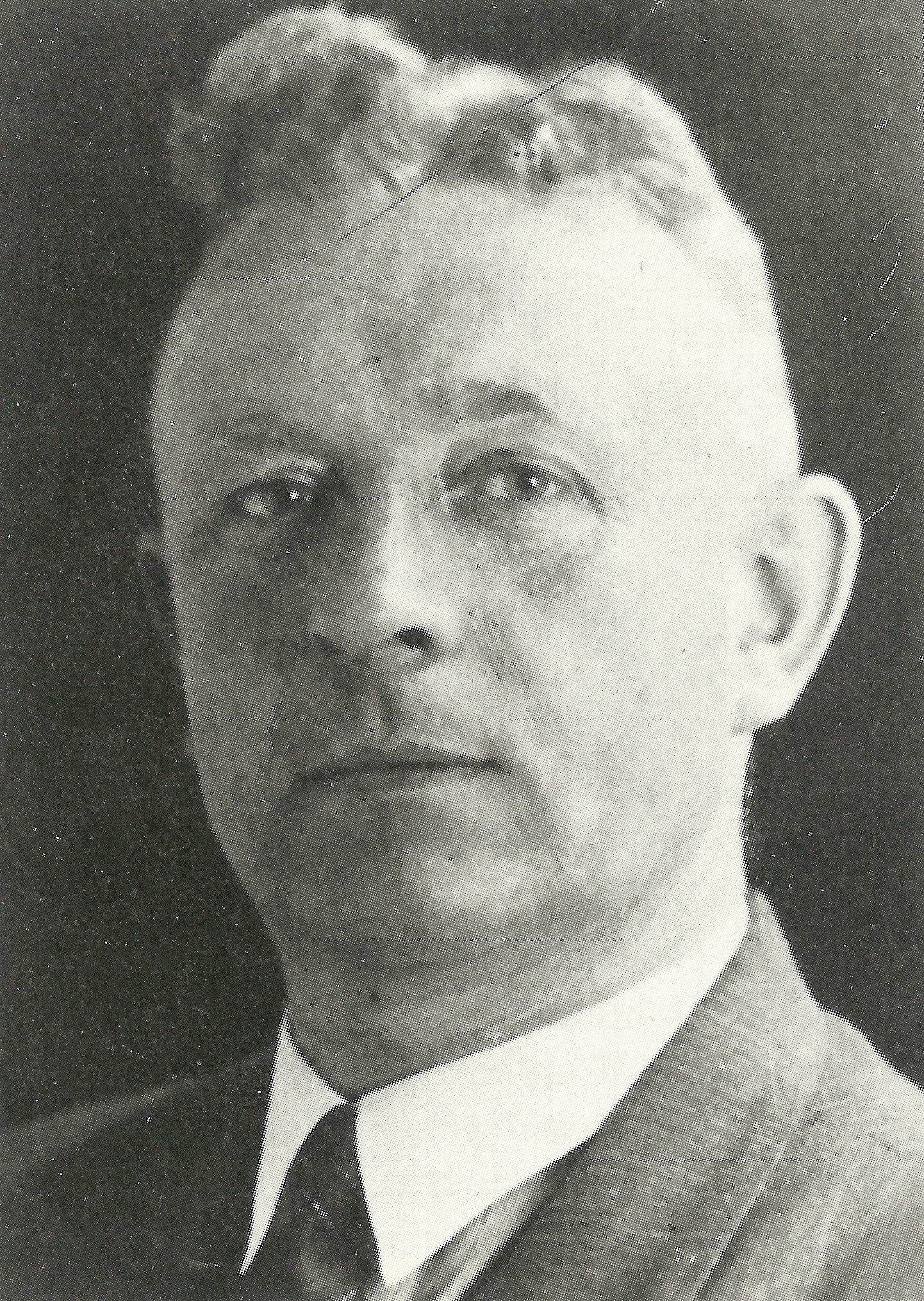

Heinrich Körner (* 30. April 1892 in Essen; † 26. April 1945 in Berlin) war ein christlicher Gewerkschafter und Widerstandskämpfer gegen das NS-Regime.

## Leben
Heinrich Körner war das älteste von vier Kindern eines Krupp-Arbeiters. Der gelernte Werkzeugmacher wurde 1911 Mitglied der Christlichen Gewerkschaften. Im Jahr 1913 ging er freiwillig zur Marine. Zu Beginn des Ersten Weltkriegs befand er sich in Tsingtau und geriet dort im November 1914 in japanische Kriegsgefangenschaft, aus der erst 1920 entlassen wurde.
In den folgenden Jahren arbeitete er bei Krupp, ehe er 1923 Kartellsekretär der Christlichen Gewerkschaften in Bonn wurde, wo er 1924 Therese Dierichsweiler heiratete. Das Ehepaar bekam drei Töchter. Zwei Jahre später erfolgte seine Ernennung zum Geschäftsführer des Gesamtverbandes der Christlichen Gewerkschaften in Köln. Hier lernte er Jakob Kaiser, den Landesgeschäftsführer der Christlichen Gewerkschaften, kennen. Als Mitglied der Deutschen Zentrumspartei wurde er Abgeordneter des Provinziallandtages der Rheinprovinz.
Nach der Machtübernahme der Nationalsozialisten Anfang 1933 wurde Heinrich Körner im Zuge der Zerschlagung der freien Gewerkschaften im Mai für eine Woche inhaftiert. Im Juni folgte die zwangsweise Auflösung der christlichen Gewerkschaften, wodurch er seinen Arbeitsplatz verlor. Ab 1934 war als Handelsvertreter tätig. Er organisierte in Bonn eine Gruppe von Regimekritikern und gehörte zum Kölner Kreis um Jakob Kaiser und Bernhard Letterhaus. Wiederholt fanden Besprechungen von Widerstandskreisen in seinem Haus statt.
Nach dem gescheiterten Attentat auf Adolf Hitler am 20. Juli 1944 wurde Heinrich Körner am 1. September festgenommen, am 6. September aber aus der Haft entlassen. Am 25. November folgte seine erneute Verhaftung sowie kurz darauf die Verlegung nach Berlin in das Gefängnis Lehrter Straße. Am 5. April 1945 wurde er vom Berliner Volksgerichtshof zu vier Jahren Zuchthaus verurteilt, ab dem 23. April war das Strafgefängnis Plötzensee seine Haftanstalt. Zwei Tage später wurde das Gebäude durch sowjetischen Truppen besetzt sowie die Gefangenen befreit. 

### Tod

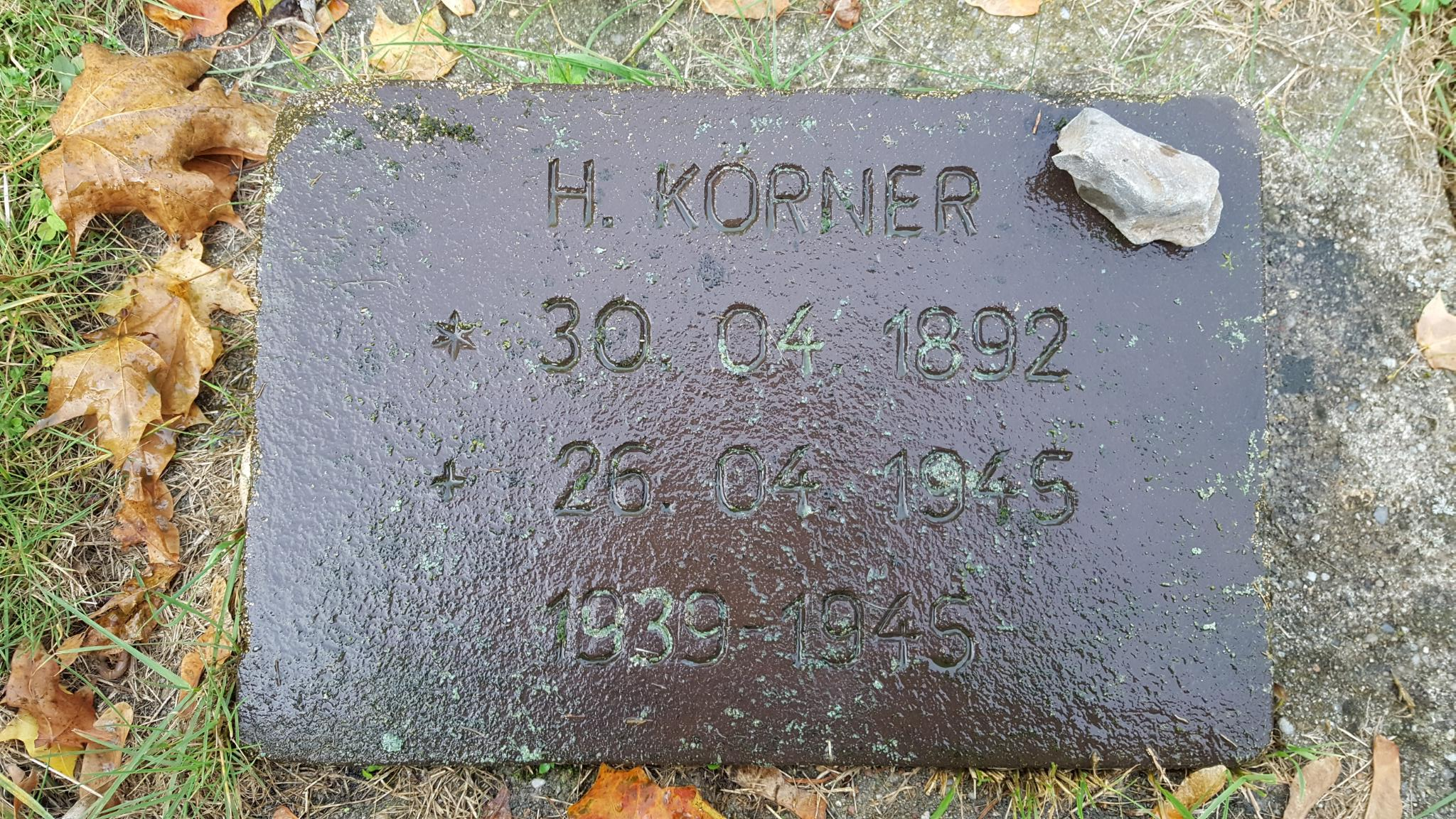
Grabstätte Heinrich Körners auf dem St. Elisabeth Friedhof II in Berlin-Gesundbrunnen

Körner wollte ein Dominikanerkloster aufsuchen, welches er und seine mitinhaftierten Freunde als Treffpunkt vereinbart hatten. Er wurde jedoch bereits beim Verlassen des Gefängnisses am 26. April erschossen. Für die Gedenkstätte Deutscher Widerstand sind die Umstände ungeklärt, Vera Bücker schreibt dazu: „Bei den Straßenkämpfen zwischen Russen und SS schoss die SS auf alles, was aus dem Zuchthaus Plötzensee kam. Eine SS-Kugel traf auch Körner.“ Seine Grabstätte befindet sich auf dem St. Elisabeth-Friedhof II an der Wollankstraße in Berlin-Gesundbrunnen (Abteilung E29 KG).

## Ehrungen

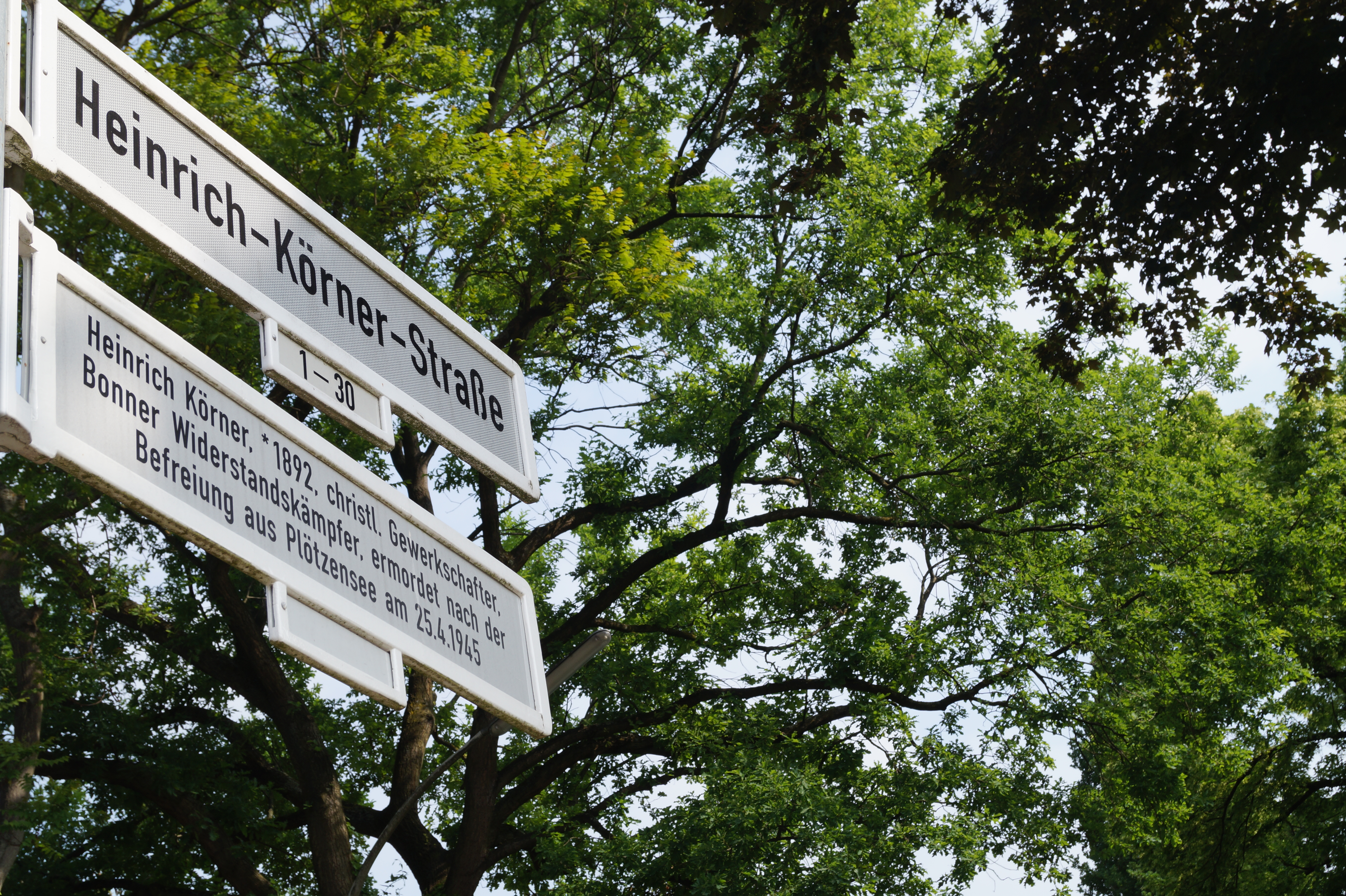
Straßenschild in der Bonner Reutersiedlung

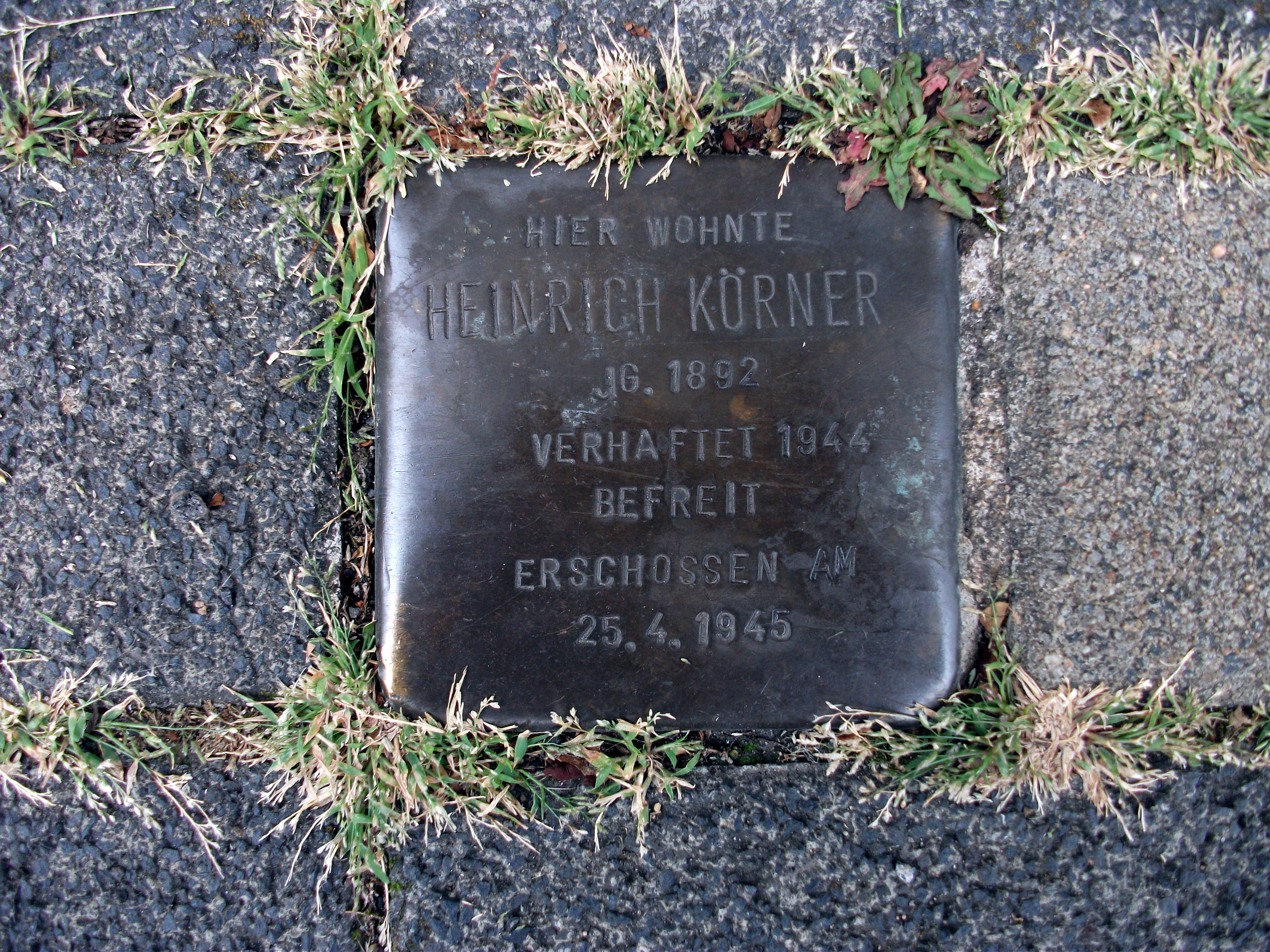
Stolperstein vor dem ehemaligen Wohnsitz der Familie Körner in der Reuterstraße 153, verlegt 2004

Die katholische Kirche hat Heinrich Körner im Jahr 1999 in das deutsche Martyrologium des 20. Jahrhunderts aufgenommen.
In der Bonner Reutersiedlung ist seit 1949 eine Straße nach ihm benannt.
Seit 2004 erinnert ein Stolperstein vor seinem ehemaligen Wohnsitz an ihn.

## Familie
Die Mutter von Gemma Pörzgen war eine Tochter von Heinrich Körner.